# Dzikie-Kolonia
Dzikie-Kolonia – kolonia w Polsce położona w województwie podlaskim, w powiecie białostockim, w gminie Choroszcz.
Kolonia wchodzi w skład sołectwa Dzikie
W latach 1975–1998 miejscowość administracyjnie należała do województwa białostockiego.
Pierwsze informacje o miejscowości pochodzą z końca XV w. Dzikie składały się od samego początku z dwóch wsi: Dzikie wieś zwane Dzikie Stare oraz Uroczysko Dzikie, dzisiejsze Dzikie – Kolonia, oddalone od siebie o 1 km, obie położone bezpośrednio na lewym brzegu rzeki Supraśl.
W roku 1510 Aleksander Chodkiewicz będący również właścicielem Gródka nad Supraślą, budując w Supraślu słynny monastyr dla O. O. Bazylianów zapisuje Choroszcz wraz ze wszystkimi dobrami znajdującymi się na lewym brzegu rzeki Supraśl aż po jej ujście do Narwi na rzecz tegoż Monastyru. Jego budowa i stały wzrost jego majątków i dochodów wpłynął dodatnio na rozwój Dzikich i ich znaczenia z powodu położenia tej miejscowości nad rzeką, która w owych czasach stanowiła doskonałą arterię komunikacyjną. Urządzenia wewnątrz cerkwi m.in. „carskie wrota” wykonane były w Gdańsku, a wapno oraz cegłę sprowadzono Wisłą i Narwią aż z Krakowa i tu na rzece Supraśl w okolicy Dzikich i Dobrzyniewa wyładowywano je ze statków, skąd furmankami dostarczano do Supraśla. Większym portem rzecznym w okolicy był Tykocin.
Wierni kościoła rzymskokatolickiego należą do parafii św. Jana Chrzciciela i św. Szczepana w Choroszczy.